# OR2M3
OR2M3 (англ. Olfactory receptor family 2 subfamily M member 3) – білок, який кодується однойменним геном, розташованим у людей на короткому плечі 1-ї хромосоми.  Довжина поліпептидного ланцюга білка становить 312 амінокислот, а молекулярна маса — 34 827.
| 10         |  | 20         |  | 30         |  | 40         |  | 50         |
| ---------- |  | ---------- |  | ---------- |  | ---------- |  | ---------- |
| MARENSTFNS |  | DFILLGIFNH |  | SPTHTFLFFL |  | VLAIFSVAFM |  | GNSVMVLLIY |
| LDTQLHTPMY |  | LLLSQLSLMD |  | LMLICTTVPK |  | MAFNYLSGSK |  | SISMAGCATQ |
| IFFYTSLLGS |  | ECFLLAVMAY |  | DRYTAICHPL |  | RYTNLMSPKI |  | CGLMTAFSWI |
| LGSTDGIIDV |  | VATFSFSYCG |  | SREIAHFFCD |  | FPSLLILSCS |  | DTSIFEKILF |
| ICCIVMIVFP |  | VAIIIASYAR |  | VILAVIHMGS |  | GEGRRKAFTT |  | CSSHLLVVGM |
| YYGAALFMYI |  | RPTSDRSPTQ |  | DKMVSVFYTI |  | LTPMLNPLIY |  | SLRNKEVTRA |
| FMKILGKGKS |  | GE         |  |            |  |            |  |            |

A: Аланін

C: Цистеїн

D: Аспарагінова кислота

E: Глутамінова кислота

F: Фенілаланін

G: Гліцин

H: Гістидин

I: Ізолейцин

K: Лізин

L: Лейцин

M: Метіонін

N: Аспарагін

P: Пролін

Q: Глутамін

R: Аргінін

S: Серин

T: Треонін

V: Валін

W: Триптофан

Кодований геном білок за функціями належить до рецепторів, g-білокспряжених рецепторів, білків внутрішньоклітинного сигналінгу. 
Локалізований у клітинній мембрані.